# Fredrik Dversnes
Fredrik Dversnes (Egersund, 20 de marzo de 1997) es un ciclista profesional noruego que milita en las filas del conjunto Uno-X Mobility.

## Palmarés
2021
- Vuelta a Rodas

2023
- Route Adélie[1]
- 1 etapa del Tour de la Región de los Países del Loira
- Campeonato de Noruega en Ruta

2024
- 2.º en el Campeonato de Noruega en Ruta
- 1 etapa del Tour Poitou-Charentes en Nueva Aquitania

2025
- 1 etapa de la Tirreno-Adriático
- 1 etapa de la Arctic Race de Noruega